# 裴城站
裴城站是位于河南省漯河市郾城区的一个铁路车站，建于1957年，目前为五等站，邮政编码为462043。车站不办理旅客乘降；行李、包裹托运，不办理危险化学品业务。
2014年11月，裴城站开始改造，2015年改造完成。